# Europejara
Europejara é um género extinto de pequeno pterossauro Tapejaridae do Cretáceo Inferior da Espanha.

## Descrição
É estimado que tivesse uma envergadura de 2 metros. As mandíbulas não possuem dentes e as mandíbulas inferiores apresentam uma grande crista apontando para baixo.

## Paleobiologia
Seguindo sugestões anteriores sobre a dieta dos tapejarídeos, Europejara muito provavelmente era um frugívoro. Possivelmente, os bicos dos tapejarídeos tinham bordas irregulares formando pseudodentes para separar melhor a polpa da fruta das sementes, como acontece com alguns tucanos existentes.